# Krasne (rejon czortkowski)
Krasne – wieś w rejonie czortkowskim obwodu tarnopolskiego, założona w 1564 r. 
W II Rzeczypospolitej miejscowość była siedzibą gminy wiejskiej Krasne w powiecie skałackim województwa tarnopolskiego. Wieś liczy 661 mieszkańców. 
W 1939 r. wieś liczyła ok. 2000 mieszkańców, z których ok. 60% stanowili Polacy. W latach 1943–1944 nacjonaliści ukraińscy z  OUN-UPA zamordowali tutaj 72 Polaków.
Do 2020 w rejonie husiatyńskim.